# Femminile Inter Milano 2015-2016
Questa voce raccoglie le informazioni riguardanti l'Associazione Sportiva Dilettantistica Femminile Inter Milano nelle competizioni ufficiali della stagione 2015-2016.

## Divise e sponsor
Pur non avendo un'ufficiale collaborazione con l'Inter maschile, le tenute di gioco riproponevano lo schema classico a strisce nerazzurre e lo sponsor principale Pirelli.
| Casa | Trasferta |

## Organigramma societario
Dati estratti dal sito ufficiale della società e dal sito Football.it
Area amministrativa
- Presidente: Elena Tagliabue
- Vice Presidente: Pierantonio Naplone
- Direttore sportivo: Gianni D'Ingeo
- Segretario: Giovanni Olivieri

Area tecnica
- Allenatore: Antonio Brustia

## Rosa
| N. |                   | Ruolo | Calciatrice       |
| -- | ----------------- | ----- | ----------------- |
|    | Italia (bandiera) | P     | Giada Pilato      |
|    | Italia (bandiera) | P     | Cristina Selmi    |
|    | Italia (bandiera) | D     | Beatrice Abati    |
|    | Italia (bandiera) | D     | Denise Brevi      |
|    | Italia (bandiera) | D     | Linda Chiggio     |
|    | Italia (bandiera) | D     | Gabriella Fontana |
|    | Italia (bandiera) | D     | Beatrice Merlo    |
|    | Italia (bandiera) | D     | Edera Pedrazzani  |
|    | Italia (bandiera) | D     | Giorgia Spinelli  |
|    | Italia (bandiera) | C     | Martina Brustia   |
|    | Italia (bandiera) | C     | Chiara Dedè       |
|    | Italia (bandiera) | C     | Zhanna Ferrario   |

| N. |                   | Ruolo | Calciatrice       |
| -- | ----------------- | ----- | ----------------- |
|    | Italia (bandiera) | C     | Giulia Lo Russo   |
|    | Italia (bandiera) | C     | Marta Longoni     |
|    | Italia (bandiera) | C     | Marta Pandini     |
|    | Italia (bandiera) | C     | Alice Regazzoli   |
|    | Italia (bandiera) | A     | Martina Ancona    |
|    | Italia (bandiera) | A     | Regina Baresi     |
|    | Italia (bandiera) | A     | Agnese Bonfantini |
|    | Italia (bandiera) | A     | Alessia Rognoni   |
|    | Italia (bandiera) | A     | Giulia Rossini    |
|    | Italia (bandiera) | A     | Valentina Velati  |
|    | Italia (bandiera) | A     | Natascia Veluti   |
|    | Italia (bandiera) | A     | Danila Zazzera    |

## Calciomercato

### Sessione estiva
| Acquisti | Acquisti         | Acquisti  | Acquisti |
| R.       | Nome             | da        | Modalità |
| -------- | ---------------- | --------- | -------- |
| D        | Giorgia Spinelli | Mozzanica | prestito |

| Cessioni | Cessioni          | Cessioni        | Cessioni |
| R.       | Nome              | a               | Modalità |
| -------- | ----------------- | --------------- | -------- |
| P        | Carlotta Cartelli | Milan Ladies    |          |
| P        | Giulia Stefanello | ???             |          |
| D        | Denise Carabetta  | ???             |          |
| D        | Elisa Polloni     | ???             |          |
| D        | Federica Rizza    | Mozzanica       |          |
| D        | Francesca Soro    | Pink Sport Time |          |
| C        | Silvia D'Argenio  | Milan Ladies    |          |
| C        | Valeria Degano    | ???             |          |
| C        | Ester Postiglione | Como 2000       |          |
| A        | Giorgia Bracelli  | ???             |          |
| A        | Gaja Casiello     | ???             |          |
| A        | Katia Coppola     | Milan Ladies    |          |

## Risultati

### Serie B

#### Girone di andata
| Arbitro: | Calefati (Saronno) |

|                        |           |                |
| Baresi 56’ Zazzera 83’ | Marcatori | 48’ Ambrosetti |

| Arbitro: | Simonini (Gallarate) |

|  |           |               |
|  | Marcatori | 90+2’ Zazzera |

| Arbitro: | Calefati (Saronno) |

|                                              |           |  |
| Rognoni 18’, 66’ Abati 49’ Baresi 57’ (rig.) | Marcatori |  |

| Arbitro: | Brognati (Ferrara) |

|  |           |                                                                 |
|  | Marcatori | 3’ Ferrario 6’ Zazzera 12’ Abati 13’, 70’ Rognoni 48’ Regazzoli |

| Arbitro: | Gandolfo (Bra) |

|                         |           |                                         |
| Merlo 45’, 90+2’ (rig.) | Marcatori | 31’ L. Merli 36’ Vavassori 69’ Massussi |

| Arbitro: | Bozzetto (Bergamo) |

|           |           |                         |
| Tolda 11’ | Marcatori | 25’ Zazzera 40’ Rognoni |

| Arbitro: | Longo (Cuneo) |

|                                 |           |             |
| Baresi 1’, 62’ Bonfantini 90+2’ | Marcatori | 39’ Brunini |

| Arbitro: | Frosi (Treviglio) |

|                    |           |                   |
| Bonfantini 3’, 70’ | Marcatori | 2’ (aut.) Brustia |

| Arbitro: | D'Eusanio (Faenza) |

|          |           |  |
| Boni 57’ | Marcatori |  |

| Arbitro: | Munerati (Rovigo) |

|           |           |             |
| Merlo 69’ | Marcatori | 20’ Cutillo |

| Arbitro: | Tchato Loic (Aprilia) |

|                      |           |                                                                                                  |
| Ledda 35’ Congia 88’ | Marcatori | 1’, 10’ Rognoni 6’ Brustia 20’, 70’ Baresi 30’, 80’ Merlo 40’, 60’, 90’ Pedrazzani 45’ Regazzoli |

#### Girone di ritorno
| Arbitro: | Repetto (Chiavari) |

|                        |           |  |
| Gritti 20’ Fusetti 55’ | Marcatori |  |

| Arbitro: | Croce (Novara) |

|                               |           |             |
| Rognoni 35’ Baresi 90’ (rig.) | Marcatori | 75’ Coppola |

| Arbitro: | D'Ascanio (Roma 2) |

|  |           |                                         |
|  | Marcatori | 27’ (rig.) Baresi 34’ Abati 36’ Rognoni |

| Arbitro: | Galipò (Firenze) |

|                           |           |                                  |
| Baresi 7’ Velati 52’, 68’ | Marcatori | 33’ Piovani 76’ (rig.) Cavallini |

| Arbitro: | Bianchini (Terni) |

|              |           |                                                                  |
| L. Merli 49’ | Marcatori | 14’ Bonfantini 34’ Pedrazzani 57’ Abati 77’ Spinelli 89’ Pandini |

| Arbitro: | Baldelli (Reggio Emilia) |

|                            |           |              |
| Bonfantini 2’ Spinelli 15’ | Marcatori | 33’ Possenti |

| Arbitro: | Baschieri (Lucca) |

|              |           |                     |
| Seghetto 46’ | Marcatori | 1’ Baresi 65’ Brevi |

| Arbitro: | Bergamin (Castelfranco Veneto) |

|                                  |           |                                  |
| Fusi 36’ (rig.) Confalonieri 50’ | Marcatori | 27’ (rig.) Baresi 64’ Bonfantini |

| Arbitro: | Borriello (Arezzo) |

|                           |           |                            |
| Velati 37’ Bonfantini 44’ | Marcatori | 9’, 55’ Capovilla 68’ Leon |

| Arbitro: | Quattrociocchi (Latina) |

|           |           |                                        |
| Manno 35’ | Marcatori | 66’ Bonfantini 74’ Abati 80’ Regazzoli |

| Arbitro: | Bordin (Bassano del Grappa) |

| |           |  |
| Rognoni 12’, 17’, 52’ Regazzoli 14’ Chiggio 25’ Baresi 35’, 36’ Bonfantini 42’ Ferrario 60’ Dedè 80’ Pandini 82’ Spinelli 88’ | Marcatori |  |

### Coppa Italia
| Arbitro: | Marco Paletta (Lodi) |

|  |           |             |
|  | Marcatori | 35’ Rognoni |

| Novate Milanese 11 ottobre 2015, ore 14:30 CEST Turno preliminare, quadrangolare D - 2ª giornata | Inter Milano | 5 – 0 referto | Milan Ladies | Stadio comunale |
| \| \| \| \| \| Baresi 1º T’, 1º T’ Merlo 1º T’ Zazzera 1º T’ Ferrario 2º T’ \| Marcatori \| \|   |              |               |              |                 |
|                                                                                                  |              |               |              |                 |
| Baresi 1º T’, 1º T’ Merlo 1º T’ Zazzera 1º T’ Ferrario 2º T’                                     | Marcatori    |               |              |                 |

| Arbitro: | Stefano Nicolini (Brescia) |

|                                           |           |                                                      |
| Ferrario 25’, 65’ Abati 28’ Regazzoli 77’ | Marcatori | 35’ Mason 40’ Iannella 53’ Cambiaghi 85’ Scarpellini |

| Azzano San Paolo 15 novembre 2015, ore 14:30 CET Sedicesimi di finale | Orobica   | 2 – 0 referto | Inter Milano | Stadio comunale |
| \| \| \| \| \| Zamboni 2’ L. Merli 35’ \| Marcatori \| \|             |           |               |              |                 |
|                                                                       |           |               |              |                 |
| Zamboni 2’ L. Merli 35’                                               | Marcatori |               |              |                 |

## Statistiche

### Statistiche di squadra
| Competizione | Punti | In casa | In casa | In casa | In casa | In casa | In casa | In trasferta | In trasferta | In trasferta | In trasferta | In trasferta | In trasferta | Totale | Totale | Totale | Totale | Totale | Totale | DR  |
| Competizione | Punti | G       | V       | N       | P       | Gf      | Gs      | G            | V            | N            | P            | Gf           | Gs           | G      | V      | N      | P      | Gf     | Gs     | DR  |
| ------------ | ----- | ------- | ------- | ------- | ------- | ------- | ------- | ------------ | ------------ | ------------ | ------------ | ------------ | ------------ | ------ | ------ | ------ | ------ | ------ | ------ | --- |
| Serie B      | 50    | 11      | 8       | 1       | 2       | 35      | 14      | 11           | 8            | 1            | 2            | 35           | 11           | 22     | 16     | 2      | 4      | 70     | 25     | +45 |
| Coppa Italia | -     | 2       | 1       | 1       | 0       | 9       | 4       | 2            | 1            | 0            | 1            | 1            | 2            | 4      | 2      | 1      | 1      | 10     | 6      | +4  |
| Totale       | -     | 13      | 9       | 2       | 2       | 44      | 18      | 13           | 9            | 1            | 3            | 36           | 13           | 26     | 18     | 3      | 5      | 80     | 31     | +49 |

### Andamento in campionato
| Giornata  | 1 | 2 | 3 | 4 | 5 | 6 | 7 | 8 | 9 | 10 | 11 | 12 | 13 | 14 | 15 | 16 | 17 | 18 | 19 | 20 | 21 | 22 |
| --------- | - | - | - | - | - | - | - | - | - | -- | -- | -- | -- | -- | -- | -- | -- | -- | -- | -- | -- | -- |
| Luogo     | C | T | C | T | C | T | C | C | T | C  | T  | T  | C  | T  | C  | T  | C  | T  | T  | C  | T  | C  |
| Risultato | V | V | V | V | P | V | V | V | P | N  | V  | P  | V  | V  | V  | V  | V  | V  | N  | P  | V  | V  |
| Posizione |   |   |   |   |   |   |   |   |   |    |    |    |    |    |    |    |    |    |    |    |    | 3  |

Legenda:

Luogo: C = Casa; T = Trasferta. Risultato: V = Vittoria; N = Pareggio; P = Sconfitta.

### Statistiche delle giocatrici
| Giocatore     | Serie B  | Serie B | Serie B     | Serie B    | Coppa Italia | Coppa Italia | Coppa Italia | Coppa Italia | Totale   | Totale | Totale      | Totale     |
| Giocatore     | Presenze | Reti    | Ammonizioni | Espulsioni | Presenze     | Reti         | Ammonizioni  | Espulsioni   | Presenze | Reti   | Ammonizioni | Espulsioni |
| ------------- | -------- | ------- | ----------- | ---------- | ------------ | ------------ | ------------ | ------------ | -------- | ------ | ----------- | ---------- |
| B. Abati      | 22       | 5       | 1           | 0          | ?            | 1            | ?            | ?            | 22+      | 6      | 1+          | 0+         |
| M. Ancona     | 1        | 0       | 0           | 0          | ?            | ?            | ?            | ?            | 1+       | 0+     | 0+          | 0+         |
| R. Baresi     | 21       | 13      | 1           | 0          | ?            | 2            | ?            | ?            | 21+      | 15     | 1+          | 0+         |
| A. Bonfantini | 20       | 9       | 0           | 1          | ?            | ?            | ?            | ?            | 20+      | 9+     | 0+          | 1+         |
| D. Brevi      | 9        | 1       | 1           | 0          | ?            | ?            | ?            | ?            | 9+       | 1+     | 1+          | 0+         |
| M. Brustia    | 20       | 1       | 3           | 0          | ?            | ?            | ?            | ?            | 20+      | 1+     | 3+          | 0+         |
| L. Chiggio    | 17       | 1       | 2           | 2          | ?            | ?            | ?            | ?            | 17+      | 1+     | 2+          | 2+         |
| C. Dedè       | 20       | 1       | 3           | 0          | ?            | ?            | ?            | ?            | 20+      | 1+     | 3+          | 0+         |
| Z. Ferrario   | 13       | 2       | 2           | 0          | ?            | 3            | ?            | ?            | 13+      | 5      | 2+          | 0+         |
| G. Fontana    | 3        | 0       | 0           | 0          | ?            | ?            | ?            | ?            | 3+       | 0+     | 0+          | 0+         |
| G. Lo Russo   | 4        | 0       | 0           | 0          | ?            | ?            | ?            | ?            | 4+       | 0+     | 0+          | 0+         |
| M. Longoni    | 4        | 0       | 0           | 0          | ?            | ?            | ?            | ?            | 4+       | 0+     | 0+          | 0+         |
| B. Merlo      | 18       | 5       | 1           | 0          | ?            | 1            | ?            | ?            | 18+      | 6      | 1+          | 0+         |
| M. Pandini    | 11       | 2       | 0           | 0          | ?            | ?            | ?            | ?            | 11+      | 2+     | 0+          | 0+         |
| E. Pedrazzani | 19       | 4       | 2           | 0          | ?            | ?            | ?            | ?            | 19+      | 4+     | 2+          | 0+         |
| G. Pilato     | 4        | -5      | 0           | 0          | ?            | ?            | ?            | ?            | 4+       | -5+    | 0+          | 0+         |
| A. Regazzoli  | 15       | 4       | 0           | 0          | ?            | 1            | ?            | ?            | 15+      | 5      | 0+          | 0+         |
| A. Rognoni    | 20       | 12      | 1           | 0          | ?            | 1            | ?            | ?            | 20+      | 13     | 1+          | 0+         |
| G. Rossini    | ?        | ?       | ?           | ?          | ?            | ?            | ?            | ?            | ?        | ?      | ?           | ?          |
| C. Selmi      | 18       | -19     | 0           | 0          | ?            | ?            | ?            | ?            | 18+      | -19+   | 0+          | 0+         |
| G. Spinelli   | 13       | 3       | 3           | 1          | ?            | ?            | ?            | ?            | 13+      | 3+     | 3+          | 1+         |
| V. Velati     | 12       | 3       | 0           | 0          | ?            | ?            | ?            | ?            | 12+      | 3+     | 0+          | 0+         |
| N. Veluti     | 5        | 0       | 0           | 0          | ?            | ?            | ?            | ?            | 5+       | 0+     | 0+          | 0+         |
| D. Zazzera    | 13       | 4       | 1           | 0          | ?            | 1            | ?            | ?            | 13+      | 5      | 1+          | 0+         |